# Ov Hell
Ov Hell fue un supergrupo noruego de black metal formado por Shagrath y King ov Hell. El grupo había sido creado a raíz de la disolución de God Seed en julio de 2009 tras la salida del vocalista Gaahl.
Algunas mezclas para su álbum debut en 2010 han sido publicadas en su MySpace. La música fue escrita por King en 2008. Las pistas de bajo fueron grabadas por él mismo, las de guitarra fueron grabadas por Teloch y Ice Dale y las de batería por Frost en agosto de 2008 durante la disputa por el nombre Gorgoroth.
El álbum debut de la banda, The Underworld Regime,fue publicado en febrero de 2010 por Indie Recordings.

## Miembros

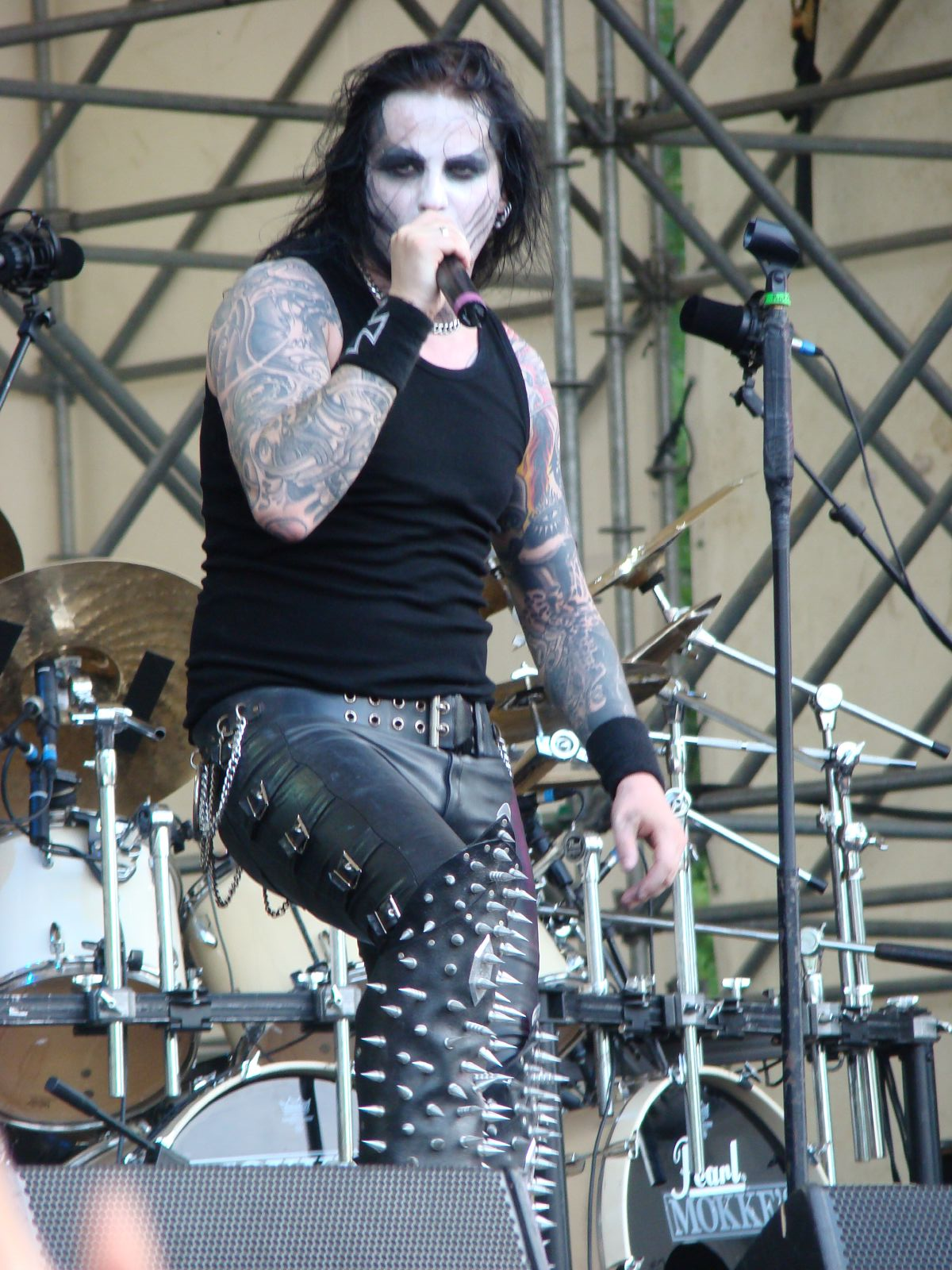
Shagrath Voz 2009 -  2012
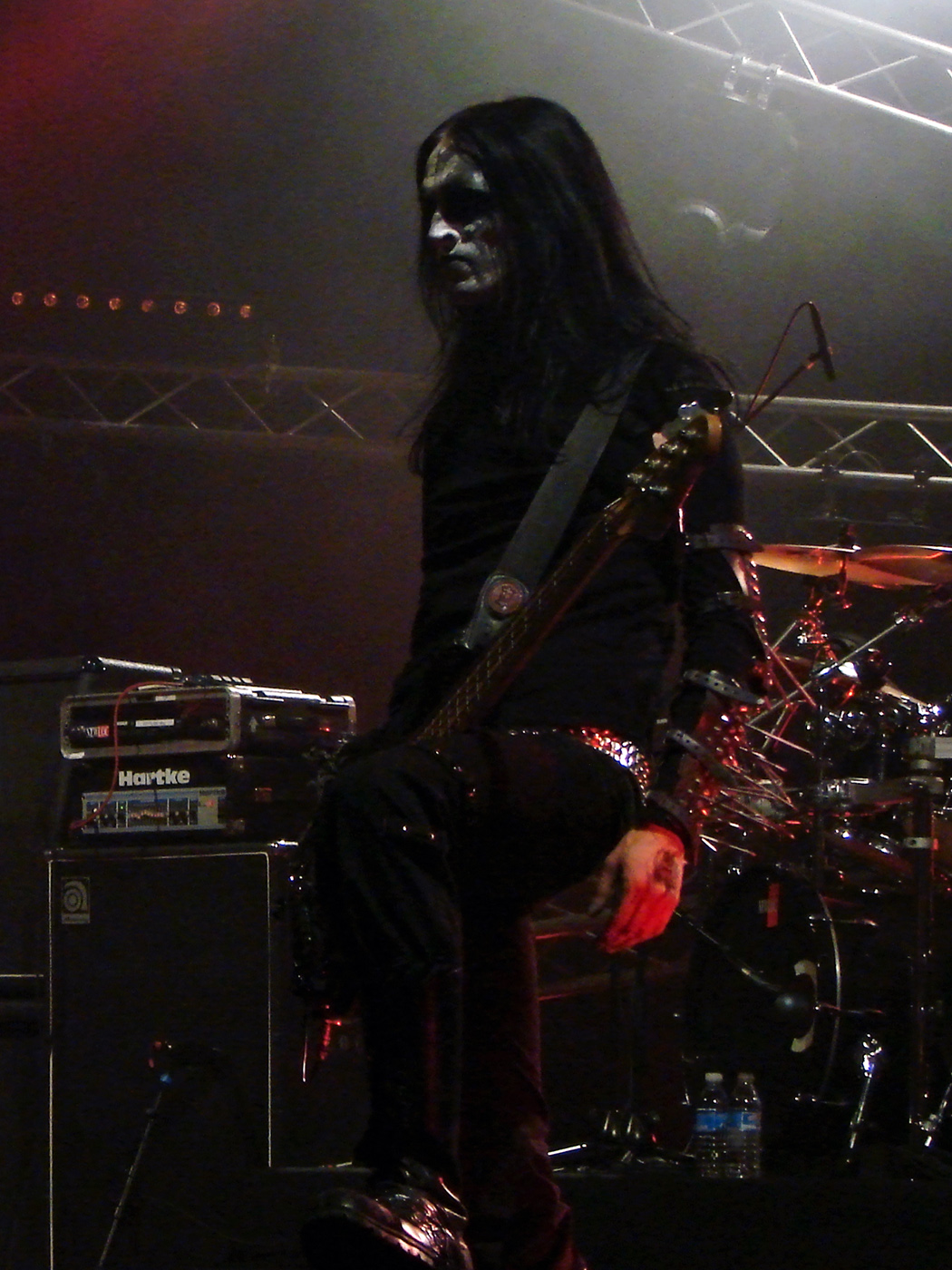
King ov Hell Bajo 2009 - 2012

### Músicos de sesión en el álbum debut
- Teloch - Guitarra (2009)
- Frost - Batería (2009)
- Ice Dale - Guitarra (2009)

## Discografía

### Álbumes de estudio
- The Underworld Regime - (2010)